# Altona (Illinois)
Altona è un villaggio degli Stati Uniti d'America, situato nello Stato dell'Illinois e in particolare nella contea di Knox.

## Storia

### Origine del nome
Fu fondata nel 1834 come La Pier (o Lapierre) dai discendenti di John Thompson, considerato il primo colonizzatore dell'area. Nel 1863 il nome divenne Reno, forse in omaggio a Jesse L.  Reno (1823-1862),  generale dell'Unione che morì nella battaglia di South Mountain, in Maryland, durante la guerra civile americana. L'ufficio postale venne aperto il 23 maggio del 1844 e fu chiamato Walnut Grove, e la stazione sulla Central Military Tract Road (CMT) era Altona.
Sia il nome dell'ufficio postale che quello del villaggio vennero cambiati in Altona il 15 dicembre del 1858. Il nome fu scelto dai funzionari della CMT, forse con riferimento ad Altona, nella contea di Clinton, nello Stato di New York, che a sua volta derivava da Altona in Germania, un tempo città indipendente, ora un distretto della città di Amburgo.